# Zdihovo (Vrbovsko)
Pour les articles homonymes, voir Zdihovo.
Zdihovo est une localité de Croatie située dans la municipalité de Vrbovsko, comitat de Primorje-Gorski Kotar. En 2001, la localité comptait 35 habitants.

## Démographie
| 1948 | 1953 | 1961 | 1971 | 1981 | 1991 | 2001 |
| ---- | ---- | ---- | ---- | ---- | ---- | ---- |
| 144  | 137  | 88   | 94   | 60   | 80   | 35   |